# Stenospermation adsimile
Stenospermation adsimile — вид квіткових рослин із родини кліщинцевих (Araceae), роду Stenospermation. Це ліана, рідним ареалом якої є Еквадор, пн. Перу.